# Década de 1610
Séculos: (Século XVI - Século XVII - Século XVIII)
Décadas: 1560 1570 1580 1590 1600 - 1610 - 1620 1630 1640 1650 1660
Anos: 1610 - 1611 - 1612 - 1613 - 1614 - 1615 - 1616 - 1617 - 1618 - 1619